# Sân bay Paderborn Lippstadt
Sân bay Paderborn/Lippstadt (tiếng Đức: Flughafen Paderborn/Lippstadt) (IATA: PAD, ICAO: EDLP) là một sân bay ở Đức, phục vụ vùng Ostwestfalen-Lippe ở Bắc Rhine-Westphalia. Dù tên gọi theo thành phố Paderborn hay thị xã Lippstadt, sân bay này thực tế nằm ở thị xã Büren, cách trung tâm Paderborn 18 km. Sân bay này được khai trương năm 1971. Năm 2004, có hơn 1,3 triệu khách thông qua sân bay này.

## Các hãng hàng không và các tuyến điểm
- airberlin (Fuerteventura, London-Stansted, Manchester, Nuremberg, Palma de Mallorca)
- Air Via (Bourgas, Varna) seasonal
- Bulgarian Air Charter (Bourgas, Varna) seasonal
- Lufthansa
  - Lufthansa Regional operated by Augsburg Airways (Munich)
  - Lufthansa Regional operated by Lufthansa CityLine (Frankfurt, Munich)
- TUIfly (Antalya, Heraklion, Lanzarote, Las Palmas, Palma de Mallorca, Teneriffa-South)